# Aeroportul Internațional Tuzla
Aeroportul Internațional Tuzla (IATA: TZL, ICAO: LQTZ) este un aeroport din Bosnia și Herțegovina ce deservește zona Tuzla. Aeroportul a fost tranzitat în 2022 de 474.336 de pasageri. A fost deschis în 10 octombrie 1998.
Situat la o altitudine de 239 m, aeroportul dispune de 1 pistă.

## Infrastructură

### Piste
Eroare Lua în Modul:Runway la linia 26: attempt to concatenate local 'surface' (a nil value)